# René Rebuffat
Pour les articles homonymes, voir Rebuffat.
René Rebuffat, né le 10 septembre 1930 à Vienne et mort le 31 octobre 2019 à Paris, est un historien et archéologue français, spécialiste de l'Afrique antique.
Il a mené des fouilles archéologiques à Thamusida au Maroc, Bu Njem-Gholaia en Libye, et dans le bassin du Sebou au Maroc. Il a également travaillé sur les sites archéologiques d'Aléria et de Jublains.

## Biographie
René Rebuffat est élève de l'École normale supérieure (promotion Lettres 1952), agrégé de grammaire (1955), puis membre de l'École française de Rome (1959) dont il est détaché au service des Antiquités du Maroc (1961) où il entame sa carrière scientifique. Il entre au CNRS en 1963, qu'il quittera en 1998 avec le titre de directeur de recherche émérite.

## Travaux
Dans le domaine de la linguistique historique, il contribue à partir de 2002 aux recherches sur les pratiques linguistiques de l'Afrique du Nord antique, et entre autres aux recherches sur les inscriptions libyques.

## Publications (liste non exhaustive)
- Le Complexe fortifié de Jublains [collaborations], J. Naveau, Recherches sur Jublains et sur la cité des Diablintes, 1997.
- Thamusida I, II, III, [collaborations], Collection de l'École française de Rome, 1965, 1970, 1977.
- « Aires sémantiques des principaux mots libyques », MEFRA 118/1, 2006, p. 267-295.
- « Le mot familia sur la Table de Banasa », Mélanges Deroux III, collection Latomus 270, Bruxelles, 2003, p. 356-364.